# Angelo Pochissimo
Angelo Pochissimo (Fossano, 21 gennaio 1936 – Fossano, 31 marzo 1976) è stato un allenatore di calcio e calciatore italiano, di ruolo attaccante.

## Biografia
È scomparso il 31 marzo 1976 a 40 anni, a causa di un tumore.
Alla sua memoria è intitolato lo Stadio Comunale di Fossano, dove attualmente gioca la Fossanese.

## Caratteristiche tecniche
Era un'ala sinistra, dotata di buona tecnica individuale e specialista del cross. All'occorrenza poteva giocare come centravanti. Nel finale di carriera ha arretrato la sua posizione a regista offensivo.

## Carriera
Cresciuto nelle giovanili della squadra della sua città, la Fossanese, dove esordisce giovanissimo nel 1953, in seguito passa alla Biellese con cui vince il campionato di IV Serie 1955-1956, realizzando 19 reti.
Nel 1959 si trasferisce al Venezia, in Serie B. Rimarrà in laguna per otto stagioni, fino al 1967, conquistando due promozioni in Serie A (nelle stagioni 1960-1961 e 1965-1966) e disputando tre campionati in massima serie.
Chiude la carriera con le maglie di Mestrina e Savona, in Serie C, e disputa la sua ultima stagione nella Fossanese.
In carriera ha totalizzato complessivamente 58 presenze e 2 reti in Serie A e 96 presenze e 7 reti in Serie B.
Dopo il ritiro ricopre l'incarico di allenatore, guidando la Fossanese nei campionati dilettantistici piemontesi.

## Palmarès

### Giocatore

#### Competizioni nazionali
- IV Serie: 1

Biellese: 1955-1956
- Serie B: 2

Venezia: 1960-1961, 1965-1966

#### Competizioni regionali
- Seconda Categoria: 1

Fossanese: 1969-1970